# 瑪格麗特·諾爾絲
瑪格麗特·諾爾絲（英語：Margaret North），原名瑪格麗特·溫特斯（英語：Margaret Winters），是位原屬雲際線工作室的台灣虛擬YouTuber，後改加入箱箱事務所。後者的YouTube頻道於2024年8月達成10萬人訂閱里程碑，直播內容以雜談和烹飪為主。曾在台灣舉辦過首場3D實體魔術秀。

## 角色設定
瑪格麗特·溫特斯與瑪格麗特·諾爾絲的角色設定皆由臺灣繪師西貝魯阿法擔任，Live2D則是由茂矢門負責。人設為9月2日出生的北極狐族魔女，修習心靈魔法並透過直播與觀眾展開心靈交流。年齡14歲，身高為137公分，粉絲名為「紳士小綿羊」。

## 經歷

### 瑪格麗特·溫特斯
所屬雲際線工作室二期生的瑪格麗特·溫特斯於2021年8月29日在YouTube上進行初配信。2022年6月，瑪格麗特·溫特斯的頻道訂閱人數為3.1萬。
雲際線工作室宣布旗下的瑪格麗特·溫特斯因約期屆滿，經協商討論後，她決定在2022年7月9日進行畢業直播並離開雲際線工作室。

### 瑪格麗特·諾爾絲
繪師西貝魯阿法於2022年8月15日在推特宣布，未來將不再授權雲際線工作室關於瑪格麗特·溫斯特的圖像使用權；而名稱設定等企劃內容仍屬於雲際線工作室。因此瑪格麗特·溫斯特於同年8月29日加入箱箱事務所成為旗下的VTuber時，維持原來的人物形象，但為了避免版權問題而改名成「瑪格麗特·諾爾絲」。
2022年9月17日，瑪格麗特·諾爾絲在YouTube的新頻道直播出道。她在2023年2月4至5日參加「開拓動漫祭FF40」以各種活動和有獎徵答與粉絲互動。瑪格麗特·諾爾絲的YouTube頻道於2024年8月14日達成10萬人訂閱里程碑。
2025年3月14至15日，瑪格麗特·諾爾絲在臺灣高雄流行音樂中心的LIVE WAREHOUSE舉辦首場3D化實體魔術秀「新月球計畫 Moonlight」，以高精密度LED顯示器、動態捕捉、虛擬實境等技術呈現預言、催眠、心靈操控等劇場型魔術，打破次元與觀眾互動。

### 合作企劃
2025年4月24日上市的《風色幻想 NeXus》臺灣手機遊戲，將瑪格麗特·諾爾絲、森森鈴蘭、浠Mizuki等VTuber做為可出戰角色，並永久置入主線劇情中。

## 外部連結
- 瑪格麗特·諾爾絲的官方網站 （繁體中文）（页面存档备份，存于）
- 箱箱The Box的Facebook專頁（繁體中文）（Archive.today的存檔，存档日期2025-07-06）